# Čenkovo
Čenkovo falu Horvátországban, Eszék-Baranya megyében. Közigazgatásilag Névnához tartozik.

## Fekvése
Eszéktől légvonalban 50, közúton 76 km-re délnyugatra, Diakovártól légvonalban 23, közúton 35 km-re nyugatra, községközpontjától 7 km-re északnyugatra, Szlavónia középső részén, a Dilj-hegység északkeleti lejtőin fekszik.

## Története
A települést 1452-ben „Chenko” alakban említik először. Neve a szláv Čenko személynévből származik. A török 1536-ban szállta meg a települést. Az itt talált horvát lakosság előbb elfogadta a török uralmat és az iszlámot, majd később Dél-Magyarországra vándorolt ki. A helyükre Boszniából pravoszláv vlachok települtek, így a lakosság etnikai szempontból kicserélődött. A török kiűzése után 9 pravoszlávok által lakott ház állt a faluban. 1756-ban Ćolnić diakovári püspök Boszniából újabb pravoszláv családokat telepített le. 1758-ban 22 ház állt a településen. Némi demográfiai fejlődés után ez a folyamat részben a település elszigeteltsége, részben a hajdúk támadásai miatt a 19. századra megtorpant.
Az első katonai felmérés térképén „Csenkovo” néven található. Lipszky János 1808-ban Budán kiadott repertóriumában „Csenkovo” néven szerepel. Nagy Lajos 1829-ben kiadott művében „Chenkovo” néven 52 házzal, 293 ortodox vallású lakossal találjuk.
A településnek 1857-ben 185, 1910-ben 379 lakosa volt. Verőce vármegye Diakovári járásának része volt. Az 1910-es népszámlálás adatai szerint lakosságának 89%-a szerb, 9%-a magyar anyanyelvű volt. Az első világháború után 1918-ban az új szerb-horvát-szlovén állam, majd később (1929-ben) Jugoszlávia része lett. 1991-től a független Horvátországhoz tartozik. 1991-ben lakosságának 67%-a szerb, 33%-a horvát nemzetiségű volt. 2011-ben a falunak már nem volt állandó lakosa.

## Lakossága
| Lakosság változása | Lakosság változása | Lakosság változása | Lakosság változása | Lakosság változása | Lakosság változása | Lakosság változása | Lakosság változása | Lakosság változása | Lakosság változása | Lakosság változása | Lakosság változása | Lakosság változása | Lakosság változása | Lakosság változása | Lakosság változása |
| ------------------ | ------------------ | ------------------ | ------------------ | ------------------ | ------------------ | ------------------ | ------------------ | ------------------ | ------------------ | ------------------ | ------------------ | ------------------ | ------------------ | ------------------ | ------------------ |
| 1857               | 1869               | 1880               | 1890               | 1900               | 1910               | 1921               | 1931               | 1948               | 1953               | 1961               | 1971               | 1981               | 1991               | 2001               | 2011               |
| 185                | 234                | 213                | 257                | 263                | 379                | 329                | 413                | 161                | 174                | 136                | 75                 | 21                 | 9                  | 2                  | 0                  |